# 大布蘭克 (密歇根州)
大布蘭克（英語：Grand Blanc）是一個位於美國密歇根州傑納西縣的城市。

## 人口
根據2020年美國人口普查的數據，大布蘭克的面積為18.07平方千米，當中陸地面積為17.23平方千米，而水域面積為0.84平方千米。當地共有人口8091人，而人口密度為每平方千米448人。